# Équipe des Pays-Bas féminine de rugby à XV
L'équipe des Pays-Bas féminine de rugby à XV est une sélection des meilleures joueuses des Pays-Bas pour disputer les principales compétitions internationales ou affronter d'autres équipes nationales en test matchs. Elle a notamment joué le premier match international officiel de rugby à XV féminin en 1982.

## Histoire
L'équipe des Pays-Bas joue le premier match international officiel de rugby à XV féminin en 1982, à Utrecht, face à la France, et la première victoire arrive en 1984 face à la Suède 34 à 0. En 1988, les néerlandaises participent au premier tournoi international, une Coupe d'Europe où elles terminent troisièmes derrière la France et la Grande-Bretagne mais devant l'Italie.
En 1991, les Pays-Bas participent au premier tournoi mondial. En poule, ils terminent terminent derrière les États-Unis et devant l'URSS. Ils perdent ensuite en quart de finale face au Japon et terminent 7e après une défaite face à l'Espagne. Ils ne participeront pas à la Coupe du monde suivante en 1994 mais disputeront le Championnat d'Europe des Nations organisé à partir de 1995 par la FIRA, où ils obtiendront des résultats mitigés et termineront en général au milieu du classement.
Les Néerlandaises participent à leur deuxième Coupe du monde en 1998, leur troisième place dans la poule derrière l'Angleterre et le Canada ne leur permet pas de disputer les quarts de finale et elles jouent les matchs de classement. Une défaite de justesse face à l'Irlande (21 à 18) suivie de deux larges succès contre la Russie (61-0) puis l'Allemagne (67-3) leur donnent la treizième place.
Lors de la Coupe du monde 2002, elles perdent tous leurs matchs sauf le dernier où elles l'emportent 20 à 19 face à l'Allemagne, elles terminent la compétition à la quinzième place sur seize participants. Entretemps, elles sont reversées depuis 2000 dans la deuxième division du Championnat d'Europe des Nations et remportent ce tournoi en 2003 puis en 2004. En 2005 et 2006, elles parviennent en finale de la compétition, à laquelle les nations du Tournoi des Six Nations féminin ne participent pas, mais ne se qualifient pas pour la Coupe du monde 2006. En 2007 et 2008, les Néerlandaises terminent quatrièmes puis septièmes de la première division du Championnat d'Europe, qui comprend huit équipes, et en 2009 une défaite face à l'Écosse (38-18) les empêche de participer à la Coupe du monde 2010.
Le 16 mars 2024, elles gagnent le barrage face à la Colombie et se qualifient ainsi pour le WXV 3 organisé à Dubaï.

## Palmarès
- Championnes d'Europe 2014
- Vice-championnes d'Europe 2005, 2006, 2016, 2018, 2019 et 2023
- Vainqueur de la deuxième division du Championnat d'Europe des nations en 2003 et 2004.
- Trois participations à la Coupe du monde : 7e en 1991, 13e en 1998, 15e en 2002.